# Aeroportul Vigo
Aeroportul Vigo (IATA: VGO, ICAO: LEVX) este un aeroport din Provincia Pontevedra, Galicia, Spania ce deservește zona Vigo. Aeroportul a fost tranzitat în 2023 de 1.128.578 de pasageri. A fost deschis în 20 aprilie 1954 și numit după zona deservită.
Situat la o altitudine de 261 m, aeroportul dispune de 1 pistă. Este operat de ENAIRE⁠(d).

## Infrastructură

### Piste
Aeroportul dispune de o singură pistă. Pista 01/19 are suprafața de asfalt și dimensiunile 2.385 m × 45 m. 